# Estadio Gregorio Sarubbi Ortiz
El Estadio Gregorio Sarubbi Ortiz es un estadio de fútbol de Paraguay que se encuentra ubicado en el Barrio Zeballos Cué, de la ciudad de Asunción, sobre las  calles Teniente Pantaleon Aguirre entre San Justo y Teniente Agapito Morel. En este escenario, que cuenta con capacidad para unas 500 personas, hace las veces de anfitrión el equipo de fútbol del Sportivo Valois Rivarola propietario del predio.